# My Holmsten
My Ann Kristina Holmsten, född 11 maj 1957 i Stockholm, är en svensk dansare och skådespelare. Hon är dotter till skådespelarna Karl-Arne Holmsten och Inga Gill.

## Biografi
My Holmsten har varit engagerad vid Malmö stadsteater och Riksteatern. På Intiman spelade hon den kvinnliga huvudrollen i Me and My Girl 1988 och på Stora Teatern i Stockholm spelade hon i revyn Flott och lagom 1991. Adde Malmberg engagerade henne till sina sommarrevyer på Gislövs stjärna i Skåne. Hon har medverkat i flera uppsättningar på Dramaten, bland annat Människor i solen 1997, Kranes konditori 1999 och Lisalouise 2002. Hon har även deltagit i radioprogrammet På minuten och medverkat i TV-program som Gäster med gester, Detta har hänt, Så ska det låta och På spåret. Hon var med som gäst i programmet På Spåret - Oldsbergs favoriter.

## Filmografi
- 1982 – Ingenjör Andrées luftfärd
- 1991 – Tack för kaffet (TV-serie)
- 1993 – Snoken (TV-serie)
- 1998 – Detta har hänt
- 1999 – Annika & Stefan
- 2000 – Fem gånger Storm (TV-serie)
- 2001 – På spåret (TV-serie)
- 2002 – Fillmore! (TV-serie) (röst)
- 2002 – De magiska skorna (röst)
- 2007 – Surf's Up (röst)
- 2007 – Råttatouille (röst)
- 2009 – Jenny ger igen
- 2009 – Oskyldigt dömd (TV-serie)
- 2011 – Gäster med gester (TV-serie)
- 2017 – Fröken Frimans krig (TV-serie)
- 2017 – Samtal i bil
- 2021 – Försvunnen på Halloween (övriga röster)

## Teater

### Roller (ej komplett)
| År   | Roll                                             | Produktion | Regi              | Teater                   |
| ---- | ------------------------------------------------ | --- | ----------------- | ------------------------ |
| 1979 | Vickie                                           | A Chorus Line Marvin Hamlish och Edward Kleban                                                                 | Michael Bennett   | Oscarsteatern            |
| 1984 |                                                  | En fasansfull affär (Little Shop of Horrors) Alan Menken och Howard Ashman                                     | Bengt Blomgren    | Riksteatern              |
| 1987 |                                                  | Främlingarna Joakim Groth                                                                                      | Barbro Larsson    | Malmö Stadsteater        |
| 1988 |                                                  | Bröderna Lejonhjärta Astrid Lindgren                                                                           | Eva Sköld         | Malmö stadsteater        |
| 1991 | Medverkande                                      | Flott & lagom Sven Hugo Persson, Kar de Mumma, Calle Norlén, Carl Zetterström, Tomas Tivemark, Katrin Sundberg | Thomas Ryberger   | Stora teatern, Stockholm |
| 1998 | Fru Shin                                         | Den goda människan från Sezuan (Der gute Mensch von Sezuan) Bertolt Brecht                                     | Thorsten Flinck   | Dramaten                 |
| 1998 | Tygförsäljerskan Råtta                           | Råttfångaren Rikard Bergqvist                                                                                  | Agneta Ehrensvärd | Dramaten                 |
| 1999 | Larsen Elise Gjör                                | Kranes konditori Cora Sandel                                                                                   | Agneta Ehrensvärd | Dramaten                 |
| 2001 | Modern Bondens hustru Kvinnan i klädbutiken Hora | Komisk talang (Comic Potential) Alan Ayckbourn                                                                 | Agneta Ehrensvärd | Dramaten                 |
| 2001 | Kattrin Katt Ugglan                              | Pinocchio Carlo Collodi                                                                                        | Agneta Ehrensvärd | Dramaten                 |
| 2008 | Fru Brill                                        | Mary Poppins Bröderna Sherman, Julian Fellowes, George Stiles och Anthony Drewe                                | Stina Ancker      | Göteborgsoperan          |
| 2013 | Konstapel McDonald Mrs Wilbeforces väninna       | Ladykillers (The Ladykillers) Graham Linehan                                                                   | Lena Koppel       | Riksteatern              |
| 2013 | Mildred                                          | Charmören från Långedrag (Der wahre Jacob) Franz Arnold och Ernst Bach                                         | Anders Aldgård    | Gunnebo slottsteater     |
| 2014 | Programledaren                                   | Livet är en schlager Jonas Gardell och Fredrik Kempe                                                           | Jonas Gardell     | Cirkus, Stockholm        |
| 2016 | Medverkande                                      | En tröst om hösten - En revy i tiden Adde Malmberg                                                             | Adde Malmberg     | Kulturhuset Stadsteatern |

Teateråret 2017/2018 Dorathy i Trollkaren från OZ på Östgötateatern i samarbete med ung scen/öst.